# M.C.☆LAW
『M.C.☆LAW』（エムシーロウ）は、剣名舞原作、浅田有皆漫画による日本の漫画である。『週刊コミックバンチ』第222号（2006年1月20日号）から第250号（2006年8月11日号）まで連載された。単行本は全3巻。全27話。最終巻には特別読切『Too Much Junkie Bizness』が収録されている。表題の正式名は『M.C.☆LAW 知立護弁護士事務所』である。

## ストーリー
主人公の知立護は16歳で司法試験をパスした天才少年の史上最年少弁護士。明晰な頭脳と行動力、渋谷に棲む仲間のコネクションを使って法を武器に、街に巣くう悪を倒す。護は医療ミス、親権、自己破産、心神喪失、遺産相続などをめぐり、法廷で戦っていく。

## 主な登場人物
知立護（ちりゅう まもる）
父親の跡を継ぎ、渋谷の街に弁護士事務所を構える。その素性は元渋谷ギャングKINGという異端の「規格外弁護士」。
真中ゆきみ（まなか ゆきみ）
23歳。知立護の従姉。法大卒で護の父親に憧れて弁護士を目指すが、司法試験に合格できない。護の事務所に助手として押しかける。
護の母親
父親の跡を継いだ息子のことを喜んでいるが、あまり稼ぎのない事務所の行く末を心配している。カラオケスナック「乃梨乃梨」を経営している。
獅度ナンシー（しど ナンシー）
弁護士事務所があるビルの大家。護の父親の時代からの知人で、幼い頃から護を見てきた。家賃滞納中の護に腹を立てる。
三沢桃子（みさわ ももこ）
医療ミスを起こした美容クリニックに勤めていたが、買収工作により証言を拒否。しかし護に説得され、態度を改める。「乃梨乃梨」に勤務する。

## 単行本
- 浅田有皆/漫画、剣名舞/原作『M.C.☆LAW』 新潮社〈バンチ・コミックス〉、全3巻
  1. 2006年4月15日発行 ISBN
  2. 2006年7月15日発行 ISBN
  3. 2006年9月15日発行 ISBN